# Моніторинг мінерально-сировинної бази
Моніторинг мінерально-сировинної бази (англ. monitoring of the mineral and raw-material base, нім. Monitoring n des Mineral-Rohstoffbasis) — система спостережень, збирання, обробки, передавання, зберігання та аналізу інформації про розвідані запаси та ресурси корисних копалин, прогнозування їх стану, видобутку та переробки. На основі такого моніторингу формується Державний фонд родовищ корисних копалин України і його резерв.